# Арман Ваннский
Арман Ваннский (фр. Armand, VI век) — святой Римско-Католической церкви, пятый епископ ваннский, местночтимый святой. Был пятым епископом епархии Ванна (первая половина VI века). Память в Католической церкви — 13 сентября.

## Источник
- Liste Chronologique des Évêques de Vannes, diocèse de Vannes.